# Zavarivanje
Zavarivanje je spajanje dvaju ili više, istorodnih ili raznorodnih materijala, taljenjem ili pritiskom, s ili bez dodavanja dodatnog materijala, na način da se dobije homogeni zavareni spoj. Zavarivanje je drukčije od lemljenja (spajanja taljenjem legure s nižim talištem od materijala predmeta koji se spajaju). 
Zavarivati se mogu: metali, termoplastični polimeri, staklo, neke vrste keramika i termoplastičnih kompozita. 
Za zavarivanje se mogu koristiti različiti izvori energije: mlaz vrućih plinova (plamen, mlaz plazme, mlaz vrućeg zraka), električni luk, tok nabijenih čestica (mlaz elektrona ili iona u vakuumu), tokovi zračenja (laser), električna struja (elektrootporno zavarivanje), aluminotermijska reakcija, trenje, ultrazvuk i sl. 
Zavarivanje se može obavljati u radionici, na otvorenom prostoru, u vodi ili u zrakopraznom prostoru bestežinskog stanja u svemiru. 
Sve do kraja 19. stoljeća jedino poznato zavarivanje bilo je kovačko zavarivanje metala kojim su kovači stoljećima spajali željezo i čelik grijanjem i udaranjem čekića, te zavarivanje stakla. Elektrolučno zavarivanje i plinsko zavarivanje metala bili su među prvim postupcima koji su se razvili u 20. stoljeću. Nakon toga su se razvili mnogi procesi, ali je među najzastupljenijim metodama ostalo ručno elektrolučno zavarivanje.

## Povijest zavarivanja
Povijest spajanja zavarljivih tvari započela je prije nekoliko tisuća godina, u brončanom i željeznom dobu, na prostorima današnje Europe i Bliskog istoka, razvijanjem zavarivanja bronce, zlata, bakra, željeza i njihovih legura. Razvilo se kao sastavni dio vještina kovača, zlatara i ljevača pri izradi oruđa za rad, oružja, posuda, nakita i građevina. 
Arheološki nalazi upućuju da se prvo zavarivanje stakla odvilo u prvom stoljeću prije nove ere na prostoru današnje Sirije (Sidon, Alepo, Hama i Palmira) u svrhu proizvodnje uporabnih i dekorativnih predmeta za izvoz u Rimsko carstvo.
U srednjem vijeku razvilo se kovačko zavarivanje čelika gdje su se dva dijela koja su se spajala dovodila do bijelog usijanja na kovačkoj vatri i, ako je bilo potrebno, posipala topiteljima (tvarima koje uklanjaju oksidirani sloj s površine koja se zavaruje i sprječavaju ponovnu oksidaciju tijekom zavarivanja). Čekićanjem spoja istiskivali bi se s dodirnih površina rastaljeni oksidi ili troska, čime bi se se sučeljavale čiste metalne površine pri čemu počinju djelovati međuatomske sile dvaju dijelova i dolazi do čvrstog spoja. Najbolji mačevi iz čelika u srednjem vijeku bili su rađeni iz niskougljičnog čelika (do 0,4 % ugljika), a na njihove rubove su kovački zavarivane (udarcima čekića u toplom stanju) trake od visokougljičnog čelika (od 1,0 do 2,1 % C), koje su uz određenu toplinsku obradu davale tvrde i oštre bridove. Mačevi, vrhovi strijela i koplja, noževi i drugo, kod kojih su primjenjivali kovačko zavarivanje, bili su poznati u Grčkoj, Franačkoj državi, Kini, Japanu, Indoneziji, te u Siriji. Poznata je bila tehnika spajanja traka iz različitih vrsta željeznih materijala kovanjem kao “damasciranje” (od Damask, Sirija), a u cilju postizanja posebnih dobrih svojstava za mačeve i puške.
1802. godine ruski znanstvenik Vasilij Petrov istražuje električni luk za opću namjenu i predlaže primjenu za zavarivanje.
1882. godine ruski izumitelj Nikolaj Nikolajevič Benardos prvi koristi električni luk između ugljene elektrode i metala, uz dodavanje žice u metalnu kupku. 
1888. ruski izumitelj Nikolaj Slavjanov je predložio postupak elektrolučnog zavarivanja metalnom elektrodom. 
1885. godine englesko-američki inženjer i izumitelj Elihu Thomson dobiva patente za metode elektrootpornog zavarivanja. 
1893. godine njemački kemičar Hans Goldschmidt otkriva aluminotermijski postupak, a nakon patenta 1895., počinje se koristiti za zavarivanje tračnica i popravak odljevaka. U isto vrijeme prvi put se zavaruje plinskim plamenikom koji je koristio kisik i vodik. 
Oko 1900. godine razvija se praktično koristan oksiacetilenski plamenik, a inženjer Arthur Percival Strohmenger patentira metalnu elektrodu obloženu glinom i vapnom. 
1907. godine švedski izumitelj i industrijalac Oscar Kjellberg patentira i primjenjuje obloženu elektrodu proizvedenu uranjanjem gole žice u otopinu karbonata i silikata, a od 1936. obloga se nanosi ekstrudiranjem. 
1919. godine američki izumitelj Claude Joseph Holslag dobiva patent za zavarivanje izmjeničnom električnom strujom. 
1920. godine P. O. Nobel izumljuje zavarivanjem automatskim vođenjem elektrodne žice. 
1924. godine W. Richter u Velikoj Britaniji i H. Klopstock u Sovjetskom savezu patentiraju zavarivanje linearnim trenjem. 
1925. godine kemičar i fizičar Langmuir i inženjer Alexander razvijaju elektrolučno zavarivanje u atmosferi vodika, a zatim propuhivanjem vodika kroz luk između ugljičnih i kasnije volframskih elektroda, pri čemu se dobivala temperatura do 4000 °C (zavarivanje nascentnim/atomskim vodikom). 
1926. godine H. M. Hobart i P. K. Devers patentiraju elektrolučno zavarivanje pod zaštitom argona i helija. 
Od 1930. godine u brodogradnji SAD-a primjenjuje se automatsko elektrolučno zavarivanje pod praškom. 
1932. godine sovjetski inženjer Konstantin Konstantinovič Hrenov razvija prvo zavarivanje i rezanje metala pod vodom. 
Pred, a posebno poslije Drugog svjetskog rata, počinje razvoj i primjena zavarivanja u zaštitnom plinu - zavarivanje TIG postupkom. 
1940. godine R. K. Hopkins dobiva patent za elektrootporno zavarivanje pod troskom. 
1948. godine počinje se primjenjivati zavarivanje MIG postupkom i hladno zavarivanje pod pritiskom. 
1951. godine počinje zavarivanje pod troskom. 
1953. u Sovjetskom Savezu K.V. Ljubavskij i N.M. Novožilov prvi put primjenjuju zavarivanje MAG postupkom s ugljikovim dioksidom kao zaštitnim aktivnim plinom, a u Sjedinjenim Američkim državama Robert M. Gage patentira zavarivanje plazmenim lukom.
1956. godine sovjetski strojarski tehničar A.I. Čudikov eksperimentira zavarivanjem rotacijskim trenjem. 
1957. godine u Francuskoj je predstavljeno zavarivanje elektronskim snopom u vakuumu. 
1962. godine MTI i Caterpillar Incorporated razvijaju zavarivanje inercijom trenjem. 
1965. godine Robert Soloff i Seymour Linsley dobivaju patent za ultrazvučno zavarivanje termoplastičnih polimera, izumljeno 1940-ih godina. Iste godine bio je prvi uspješan pokus zavarivanja laserskim snopom. 
1967. godine počinje industrijska upotreba zavarivanja magnetnim pulsom. U SSSR-u Klimenko patentira koncept zavarivanja trenjem miješanjem. 
1969. godine sovjetski astronauti misije Sojuz 6 izvode prvo zavarivanje u uvjetima bestežinskog stanja u orbiti. 
1984. godine sovjetski astronauti misije Saljut 7 izvode prvo zavarivanje u otvorenom svemiru. 

## Postupci zavarivanja
Uobičajena osnovna podjela postupaka zavarivanja je na postupke zavarivanja uz djelovanje pritiska i postupke zavarivanja taljenjem. Zavarivanje uz djelovanje pritiska je spajanje metalnih dijelova pritiskom, bez ili uz lokalno ograničeno zagrijavanje, uglavnom bez korištenja dodatnog materijala. Zavarivanje taljenjem je spajanje metalnih dijelova u rastaljenom stanju na mjestu spajanja, s korištenjem ili bez
dodatnog materijala, bez djelovanja pritiska ili udaraca.

### Postupci zavarivanja taljenjem
Zavarivanje taljenjem je spajanje metalnih dijelova u rastaljenom stanju na mjestu spajanja, s korištenjem ili bez dodatnog materijala, bez djelovanja pritiska ili udaraca. U tu grupu spadaju: ljevačko zavarivanje, termitno zavarivanje (aluminotermijsko zavarivanje), zavarivanje plinskim plamenom ili plinsko zavarivanje, zavarivanje pod troskom, zavarivanje električnim lukom ili elektrolučno zavarivanje (ručno elektrolučno zavarivanje, zavarivanje MIG postupkom, zavarivanje MAG postukom, zavarivanje pod praškom, zavarivanje TIG postupkom, polumehanizirano zavarivanje s obloženim elektrodama), magnetsko zavarivanje ili zavarivanje magnetski pokretanim električnim lukom, zavarivanje plazmatskim lukom ili zavarivanje plazmom, zavarivanje elektronskim snopom, zavarivanje laserskim snopom, ultrazvučno zavarivanje, zavarivanje snopom svjetlosnog zračenja i drugo. 

#### Elektrolučno zavarivanje
Elektrolučno zavarivanje jedan je od najčešće upotrebljavanih načina zavarivanja u praksi. Izvor energije za zavarivanje je električni luk. Dio koji se zavaruje obično je plosnat, dok je elektroda štapičasta. Ako se elektroda ne tali (ugljena, volframova), zavarivati se može bez dodavanja ili s dodavanjem materijala. Pri zavarivanju taljivom elektrodom, ona je ujedno dodatni materijal (obično istorodan s osnovnim materijalom koji se zavaruje). 
Elektrode za zavarivanje mogu biti gole (ugljeni ili metalni štap, žica ili traka), obložene (metalna jezgra, a obloga mineralni materijal) ili punjene (mineralna jezgra i metalna obloga) ili nekih drugih oblika. Dodatni materijali i elektrode za elektrolučno zavarivanje (i druge načine zavarivanja) su standardizirani za pojedine načine zavarivanja i prema vrsti osnovnog materijala. Priprema, odnosno oblici dodirnih površina koje se zavaruju i njihovih rubova, je standardizirana za pojedine načine zavarivanja i prema vrsti osnovnog materijala.

##### Ručno elektrolučno zavarivanje
Ručno elektrolučno zavarivanje (kratica: REL), točnije izraženo ručno elektrolučno zavarivanje obloženom elektrodom (engl. Manual Metal Arc Welding – MMA) ili elektrolučno zavarivanje obloženom elektrodom (engl. Shielded Metal Arc Welding – SMAW) je postupak koji se najviše koristi. Električna struja se koristi da pokrene električni luk, između osnovnog materijala i potrošnih elektroda, čija obloga stvara zaštitu zavara od oksidacije i zagađivanja stvaranjem ugljikovog dioksida (CO2). Elektroda služi i kao dodatni materijal za stvaranje zavara. Postupak je vrlo raznovrstan i može se obaviti s relativno jeftinom opremom, tako da se koristi u radionicama i na otvorenim gradilištima. Zavarivač može postati dovoljno iskusan i sa skromnijom obukom, a vješt majstor postaje s iskustvom. Vrijeme zavarivanja je relativno sporo, jer se elektrode moraju često zamjenjivati i troska se mora čistiti nakon svakog zavara. Taj postupak je uglavnom ograničen na čelične proizvode, iako specijalne elektrode postoje i za lijevano željezo, nikal, aluminij, bakar i ostale metale.

#### Plinsko zavarivanje
Plinsko zavarivanje, autogeno zavarivanje ili zavarivanje plinskim plamenom spada u grupu zavarivanja taljenjem, gdje se osnovni materijal tali toplinom plamena, koji nastaje izgaranjem gorivog plina (acetilen, propan, butan, vodik) s čistim kisikom ili kisikom iz zraka. Najtopliji plamen daje izgaranje acetilena s čistim kisikom (temperatura je 3 160 ºC), uz oslobađanje ugljikovog dioksida (CO2) i vodene pare (H2O). Plinsko zavarivanje se izvodi s dodatnim materijalom, ali ponekad i bez njega. To je jedan od najstarijih načina zavarivanja i najsvestranijih postupaka zavarivanja, ali u zadnje vrijeme je sve manje zastupljen. Uglavnom se danas koristi za zavarivanje čeličnih cijevi i cijevi od sivog lijeva, a koristi se i za popravke. Oprema relativno nije skupa, plamen je više raspršen od električnog luka, uzrokujući sporije hlađenje, koje vodi većim zaostalim naprezanjima i deformacijama. Sličan postupak je plinsko rezanje, uz dodatno dovođenje čistog kisika. Kisik-acetilen plamen ima vrlo veliku industrijsku primjenu kod tvrdog lemljenja, toplinskog rezanja i lokanih toplinskih obrada.
Oprema za plinsko zavarivanje sastoji se iz boce acetilena, boce kisika, redukcijskih ventila, cijevi za zavarivanje, plamenika i dodatnog materijala. Zavarivanje plinskim plamenom koristi se za zavarivanje čelika, sivog lijeva, bakra, aluminija i njihovih legura. Postupak zavarivanja je jednostavan, oprema jeftina, ali je brzina zavarivanja mala, dok upaljivost i eksplozivnost rada povećava opasnost pri radu.

### Postupci zavarivanja pritiskom
Zavarivanje pritiskom je spajanje metalnih dijelova pritiskom, bez ili uz lokalno ograničeno zagrijavanje, uglavnom bez korištenja dodatnog materijala. U tu grupu spadaju: kovačko zavarivanje, elektrootporno zavarivanje, točkasto elektrootporno zavarivanje, bradavičasto elektrootporno zavarivanje, šavno elektrootporno zavarivanje, sučeljeno vodootporno zavarivanje, elektrootporno zavarivanje ogorijevanjem ili iskrenjem, elektroindukcijsko zavarivanje, eksplozijsko zavarivanje, difuzijsko zavarivanje, zavarivanje trenjem, hladno zavarivanje pritiskom i drugo.

#### Kovačko zavarivanje
Kovačko zavarivanje je najstarija vrsta zavarivanja metala, kada se krajevi dva dijela koje želimo zavariti (spojiti) zagriju u kovačkoj vatri do bijelog usijanja i ako je potrebno pospu određenim prahom (pijeskom) za “čišćenje". Čekićanjem spoja istiskuju se s dodirnih površina rastaljeni oksidi ili troska, te se sučeljavaju čiste metalne površine kada počinju djelovati međuatomske sile dvaju dijelova i dolazi do čvrstog zavarenog spoja.
Najbolji mačevi iz čelika u srednjem vijeku bili su rađeni iz niskougljičnog čelika, a na njihove rubove su kovački zavarivane (udarcima čekića u toplom stanju) oštrice (trake) od visokougljičnog čelika (1,0 – 2,1% C), koje su uz određenu toplinsku obradu davale tvrde, čvrste i oštre bridove. Mačevi, vrhovi strijela i koplja, bodeži i drugo oružje kod kojih su primjenjivali kovačko zavarivanje bili su poznati u Grčkoj, Franačkoj državi, Kini, Japanu, Indoneziji, te u Siriji. Poznata je tehnika spajanja traka iz različitih vrsta željeznih materijala kovanjem kao "damasciranje" (od Damask - Sirija), a u cilju postizanja posebnih dobrih svojstava za mačeve i puške. I za današnji stadij razvoja tehnike ova tehnologija izrade dijelova iz kompozitnih materijala kovačkim zavarivanjem je interesantna.

### Elektrootporno zavarivanje
Elektrootporno zavarivanje (engl. Electric Resistance Welding – ERW) je način zavarivanja električnom energijom gdje se uvijek koristi pritisak i toplina, koja nastaje zbog velikog električnog otpora na mjestu dodira zavarivanih dijelova. To je tzv. Jouleova toplina, za koju vrijedi:
Q = J2 ˑ R ˑ t (J)
gdje je: J – jakost električne struje zavarivanja, R – električni otpor na mjestu dodira zavarivanih dijelova, t – trajanje zavarivanja. Koristi se uglavnom izmjenična struja niskog napona, vrlo velike jakosti i kratkog trajanja. 
Samo pri sučeljnom elektrootpornom zavarivanju dolazi do zavara u čvrstom stanju, bez rastaljivanja, dok pri svim drugim načinima elektrootpornog zavarivanja dolazi i do taljenja metala. Velika je prednost ovog postupka da je čist, brz i bez dodatnog materijala. Koristi se naročito u industriji vozila (automobili, bicikli, motocikli, zrakoplovi, tračnička vozila, nuklearna i ratna tehnika), vojnoj industriji, građevinarstvu, prehrambenoj industriji, industriji bijele tehnike i drugo. Spajaju se tanki limovi, do najviše 6 mm. Podesan je za proces masovne proizvodnje, uz mogućnost jednostavnog mehaniziranja i robotiziranja.

## Vrste zavarenih spojeva
Žlijeb čine obrađeni ili neobrađeni, najčešće, rubni dijelovi osnovnog metala, na mjestu pripremljenom za njihovo spajanje, odnosno izvodenje zavarivanja. Oblik i dimenzije žlijeba mogu biti različiti, a odabir odgovarajućeg oblika žlijeba ovisit će o debljini materijala koje treba zavariti, primijenjenom postupku zavarivanja, položaju zavarivanja, vrsti i namjeni spoja, i drugo. Iako se u praksi susreće i upotrebljava više različitih oblika žljebova, gotovo svi žljebovi imaju neke zajedničke elemente.
Priprema žljebova za zavarivanje može se izvoditi mehaničkom obradom ili rezanjem različitim postupcima. Kod mehaničke obrade, priprema rubova izvodi se posebnim strojevima i prikladnim alatom, npr. noževima, diskovima, škarama i dr., koji daju traženi oblik rubova zavarivanih dijelova. U praksi se najčešće koristi rezanje plinskim plamenom, a zastupljeni su, također i, postupci rezanja plazmatskim lukom, laserskim snopom, te elektrolučno rezanje ugljenom ili šupljom čeličnom elektrodom, uz dovođenje stlačenog zraka. Kod rezanja plinskim plamenom, primjenjuje se poseban plamenik za rezanje i odgovarajuća mješavina plinova, najčešće kisika i acetilena (ili butane). Samo rezanje i priprema rubova može se izvoditi ručno ili strojno.

### Sučeljni spoj
Sučeljni spoj nastaje zavarivanjem dijelova čiji se krajevi sučeljavaju i međusobno zatvaraju kut koji može biti između 160º i 200º, a najčešće je 180º. Dimenzioniranje sučeljnog spoja ne predstavlja poseban problem, jer je debljina tj. dimenzija šava određena debljinom osnovnog metala. S velikom pažnjom moraju biti pripremljeni rubovi spoja, da bi se omogućilo dobro protaljivanje uz minimalne deformacije i naprezanja u spojevima. Jednostavno se provjerava i rendgenski snima, a zavarivanje se može izvoditi s jedne strane ili dvostrano.

### Preklopni spoj
Priprema spoja preklapanjem rubova je jednostavna i ne zahtijeva posebice točno podešavanje dijelova koji se spajaju. Preklopni spoj zavaren s obje strane može biti podvrgnut znatno većim opterećenjima od spoja zavarenog samo s jedne strane.

### Kutni spoj
Kutni spoj može biti izveden zavarivanjem samo s jedne strane ili s obje strane, a predstavlja prikladno rješenje i za zavarivanje relativno debljih dijelova. Izvedba kutnog spoja moguća je bez skošavanja stranice ruba zavarivanog elementa, a isto tako s jednostranim ili dvostranim skošenjem. Kutni spoj s jednostranim skošenjem obično se koristi kod spajanja limova debljine do 12 mm, kada se zavarivanje izvodi samo s jedne strane, dok su kutni spojevi s dvostranim skošenjem primjereni za debljine do 40 mm, pa i više.

### Križni spoj
Poseban oblik kutnog spoja predstavlja križni spoj, koji ima sve elemente zajedničke s jednostavnim kutnim spojem, a osnovna mu je značajka da ima jedan kontinuirani element, dok se drugi prekida i nastavlja s druge strane spoja. Križni spoj najčešće se koristi kod većih metalnih konstrukcija, npr. brodova i raznih kutijastih konstrukcija s unutrašnjim uzdužnim i poprečnim elementima.

### Kutni rubni spoj
Kutni rubni spojevi nalaze svoju primjenu, najčešće, u sklopovima pojedinih strojnih dijelova, kućišta, kutijastih konstrukcija, i slično.

### Prirubni spoj
Prirubni spojevi prvenstveno se koriste za tanke limove, do najviše 4 mm debljine, te za manje opterećene spojeve. Kod takvog se rješenja spajanja, posebnim prirubljivanjem limova, dobiva ukupna širina polja za polaganje zavara jednaka dvostrukoj debljini spajanih dijelova, a to predstavlja znatno olakšanje zavarivaču pri vođenju izvora topline i kontroliranju taline.

## Kvaliteta zavarivanja
Mnogo različitih faktora utječe na čvrstoću zavara i materijala oko njega, uključujući odabir procesa zavarivanja, količinu i koncentraciju ulazne topline, zavarljivost osnovnog materijala, dodatni materijal elektrode, vrsta obloge, geometrija zavarenog spoja i konačno o međudjelovanju svih tih faktora. Da bi ispitali kvalitetu zavara, postoje kontrola bez razaranja (KBR) i kontrola s razaranjem (KSR). Greške kod zavarivanja mogu biti pukotine, deformacije, plinski uključci (poroznost), nedostatak provara, nemetalni uključci, zarezi, površinski i podpovršinski lamelarni prekidi. Postoje standardi koji vode zavarivače da izbjegavaju tu vrstu grešaka, kao ISO 5187 i DIN EN 25 817.

### Zona utjecaja topline
Zona utjecaja topline (kratica: ZUT) je dio osnovnog materijala, koji se nalazi neposredno uz rastaljenu zonu, a gdje dolazi do promjene kristalne strukture i mehaničkih svojstava zbog topline unesene zavarivanjem. Izrazite promjene strukture za nelegirani čelik su iznad 723 ºC, pogotovo ako nisu dovoljno sporo hlađene. Za poboljšane čelike, koji se kale i popuštaju pri relativno niskim temperaturama, bilo kakvo grijanje iznad otprilike 300 ºC, uzrokovat će bitne promjene svojstava. Zona utjecaja topline ovisi o unosu topline i obično je 2 do 8 mm.
Količina unesene topline igra vrlo važnu ulogu u zavarivanju, pa recimo plinsko zavarivanje kisikom i acetilenom je vrlo nepovoljno, jer se previše unosi topline, dok lasersko zavarivanje unosi vrlo malu količinu topline. Elektrolučno zavarivanje je negdje između ova dva postupka i količina unesene topline se može izračunati:
{\displaystyle Q=\left({\frac {U\times I\times 60}{S\times 1000}}\right)\times {\mathit {Efficiency}}}
gdje je: Q - unos topline (kJ/mm), U - napon (V), I = jačina struje (A) i S - brzina zavarivanja (mm/min). Stupanj iskorištenja ovisi o vrsti postupka, pa je za elektrolučno zavarivanje s obloženom elektrodom (engl. SMAW) 0,75, za MIG zavarivanje (engl. GMAW) 0,9, a za TIG postupak 0,8.

### Zavarljivost
Zavarljivost je jedan ključni pojam u zavarivačkoj tehnologiji, a odnosi se kako na osnovni i dodatni materijal, tako i na zavarivani proizvod ili strukturu, parametre, režim i postupak zavarivanja. To je, zapravo, jedno vrlo složeno svojstvo i nije ga jednostavno točno odrediti. Zavarljivost je sposobnost materijala, da se pri određenim povoljnim uvjetima zavarivanja ostvari kontinuirani zavareni spoj, koji će svojstvima udovoljiti predviđenim uvjetima i vijeku primjene. Na zavarljivost metala utječu: kemijski sastav (poglavito udio legirnih elemenata i mogućih nečistoća), dimenzije dijelova koji se zavaruju, vrsta dodatnog materijala, priprema spoja za zavarivanje, i drugo.
Pojednostavljeno, može se uzeti da je zavarljivost svojstvo zavarivanog metala koje pokazuje da se određenim postupkom zavarivanja može ostvariti homogeni spoj, koji će udovoljiti predvidenim uvjetima i vijeku uporabe zavarenog proizvoda ili strukture. Nema opće zavarljivosti nekog metala. Ona se mora utvrditi za svaki pojedini postupak zavarivanja, dodatni materijal, vrstu spoja, predviđenu namjenu proizvoda ili strukture, odnosno za svaki slučaj zavarivanja posebice.
Homogenost se zavarenog spoja može narušiti, prije svega, pojavom pukotina, nemetalnih uključaka i poroznosti, pa se zavarljivost metala često ocjenjuje na temelju sklonosti pojavi pukotina. Zahtjevi za dobro zavarljive čelike su: zadovoljavajuća žilavost osnovnog metala;  kemijski sastav mora biti takav da nakon hlađenja ne dolazi do porasta krhkosti; što manje ugljika jer ugljik utječe na porast zakaljivosti, tvrdoće i krhkosti; samo čelici dobiveni u zatvorenim pećima (Siemens-Martinov postupak).

### Greške u zavarenim spojevima
Svaki tehnološki postupaknosi stalnu opasnost od nastajanja određenih grešaka. S obzirom na veliki broj utjecajnih čimbenika na kvalitetu zavarenih spojeva, na tu je opasnost potrebno obratiti posebnu pozornost kako pri izradi zavarene konstrukcije, tako i u njenoj primjeni. Postoje različite klasifikacije grešaka u zavarenim spojevima, a jedna od njih je sljedeća (EN 26520): greške u zavarenim spojevima koje mogu nastati u izradi i greške u zavarenim spojevima koje mogu nastati u eksploataciji.
Greške u zavarenim spojevima koje nastaju u izradi mogu se podijeliti s obzirom na:
- Uzrok nastajanja grešake: konstrukcijske greške, metalurške greške i tehnološke greške;
- Vrstu grešake: plinski uključci, uključci u čvrstom stanju, naljepljivanje, nedostatak provara, pukotine i greške oblika i dimenzija;
- Greške položaja: unutrašnje greške, površinske i podpovršinske greške i greške po cijelom presjeku;
- Greške po obliku: kompaktne greške, izdužene greške, oštre greške (jako izraženo zarezno djelovanja), zaobljene greške (manje izraženo zarezno djelovanje), ravninske greške (može se zanemariti treća dimenzija greške) i prostorne greške (uzimaju se u obzir sve tri dimenzije greške);
- Greške po veličini: male greške, greške srednje veličine i velike greške;
- Greške po brojnosti: pojedinačne greške, učestale greške i gnijezdo grešaka.

## Navarivanje
Navarivanje je postupak nanošenja dodatnog materijala zavarivanjem na površinu radnog predmeta radi postizanja željenih svojstava, mjera i oblika. Navarivanje se obično provodi u vodoravnom položaju, rjeđi su slučajevi nekih drugih položaja. Zbog velikih količina topline, plinova izgaranja te rasprskavanja, potrebno je predvidjeti odgovarajuće mjere zaštite na radu. Gotovo svi klasični postupci zavarivanja mogu biti primijenjeni u svrhu navarivanja.
Tvrdo navarivanje je nanošenja tvrdog materijala otpornog na trošenje (habanje) postupkom zavarivanja. Procjenjuje se da od ukupnog neželjenog trošenja (habanja) materijala u industrijskim procesima, na abraziju otpada 40%, udarno trošenje 25%, trošenje metal na metal 10%, koroziju 5%, visokotemperaturno trošenje 5% i ostale vidove trošenja oko 5%. Materijali koji se najčešće tvrdo navaruju su ugljični čelici i nisko legirani čelici s niskim sadržajem ugljika. 

## Oprema za zavarivanje